# Boomer cane intelligente
Boomer cane intelligente (Here's Boomer) è una serie televisiva statunitense in 20 episodi trasmessi sulla NBC dal 1980 al 1982. La prima stagione fu preceduta nel 1979 da un film pilota intitolato A Christmas for Boomer. Ogni episodio ha un cast diverso dal precedente e l'unico vero protagonista è il cane Boomer.
La serie somiglia moltissimo alla serie tv canadese L'amico Gipsy, che veniva trasmessa contemporaneamente su CTV Television Network e in syndication negli Stati Uniti. Entrambe le serie sono incentrate sulle avventure di un cane vagabondo che aiuta le persone in difficoltà per prendere poi la sua strada alla fine dell'episodio.

## Trama
La serie segue le avventure di Boomer, un cane randagio che viaggia in giro per aiutare le persone in difficoltà. La parte di Boomer è stata interpretata da un cane di razza mista di nome Johnny, il cui aspetto era simile a quello di un cane di razza terrier. I casi che gli si presentano sono vari. Nel primo episodio della prima stagione, trasmesso dopo il film per la TV pilota, Boomer aiuta una ragazza (Natasha Ryan), disabile mentale, permettendo ai suoi genitori di scoprire la sua vera condizione. Boomer non si limita ad aiutare solo esseri umani. Nel terzo episodio, è in soccorso di due cani dei quali uno è diventato cieco dopo un incidente. Nel sesto episodio aiuta l'inquilino di una casa disperato per la minaccia di demolizione dell'edificio. In un episodio della seconda stagione, Boomer aiuta un ex atleta e stella dello sport (Meadowlark Lemon), costretto su una sedia a rotelle, a superare la sua autocommiserazione. Sempre nella seconda stagione diventa la guida di un uomo non vedente che vuole andare in bicicletta in giro per il paese.

## Personaggi
- Mrs. Harker (2 episodi, 1980-1981), interpretata da Betty Beaird.
- Matt (2 episodi, 1980-1982), interpretato da John Reilly.
- Lester (2 episodi, 1980-1982), interpretato da Raymond Singer.
- Benny (2 episodi, 1980-1981), interpretato da Todd Bridges.

## Episodi
| Stagione         | Episodi | Prima TV originale | Prima TV italiana |
| ---------------- | ------- | ------------------ | ----------------- |
| Prima stagione   | 10      | 1980               | 1982              |
| Seconda stagione | 10      | 1981-1982          | 1982              |